# Noelene Nabulivou
Noelene Nabulivou é uma activista de Fiji sobre a mudança climática, desenvolvimento sustentável e igualdade de género. Ela é cofundadora e conselheira política da Diverse Voices and Action for Equality (DIVA), uma organização com foco em justiça climática, violência contra as mulheres, direitos humanos e direitos LGBTQ.
Nabulivou tem trabalhado para proteger a saúde universal há mais de 30 anos; recentemente, isso tornou-se mais desafiador. Covid-19 não é a única coisa que Fiji está a combater para superar neste momento; a crise climática está a dar um grande salto. Ciclones tropicais têm surgido ao redor do Pacífico Sul, contribuindo para a "falta de habitação, educação, água e saneamento, alimentação e segurança".

## Vida
Nabulivou cresceu entre Fiji e Perth, Austrália, e agora vive permanentemente em Fiji desde 2003. Ela tem um parceiro e uma filha. Em Perth, ela envolveu-se com pequenos colectivos anarquistas, liderados por jovens, grupos de migrantes e indígenas e projectos de artes públicas e justiça de rua. Ela estudou relações internacionais e estudos sobre a paz a nível universitário, e também possui um diploma em artes comunitárias.
Nabulivou é activa como activista feminista e defensora de organizações de base em Fiji e no Pacífico, trabalhadora de direitos humanos, uma porta-voz de Fiji e do Pacífico nos processos e grupos de trabalho das Nações Unidas, como a Comissão sobre o Estatuto da Mulher, Convenção-Quadro das Nações Unidas sobre Mudança do Clima, Pequenos Estados Insulares em Desenvolvimento, Rio + 20 (Conferência das Nações Unidas sobre Desenvolvimento Sustentável) e Agenda 2030 (Objectivos de Desenvolvimento Sustentável das Nações Unidas).
Desde 2011, Nabulivou é cofundadora e conselheira política da Diverse Voices and Action (DIVA).